# Star Junction
Star Junction es un lugar designado por el censo ubicado en el condado de Fayette en el estado estadounidense de Pensilvania. En el Censo de 2010 tenía una población de 616 habitantes y una densidad poblacional de 197,38 personas por km².

## Geografía
Star Junction se encuentra ubicado en las coordenadas 40°3′41″N 79°45′58″O / 40.06139, -79.76611. Según la Oficina del Censo de los Estados Unidos, Star Junction tiene una superficie total de 3.12 km², de la cual 3.08 km² corresponden a tierra firme y (1.41%) 0.04 km² es agua.

## Demografía
Según el censo de 2010, había 616 personas residiendo en Star Junction. La densidad de población era de 197,38 hab./km². De los 616 habitantes, Star Junction estaba compuesto por el 98.21% blancos, el 0.16% eran afroamericanos, el 0.16% eran amerindios, el 0% eran asiáticos, el 0% eran isleños del Pacífico, el 0% eran de otras razas y el 1.46% pertenecían a dos o más razas. Del total de la población el 0% eran hispanos o latinos de cualquier raza.